# Вердер (Любц)
Вердер (нем. Werder) — коммуна (Gemeinde) в Германии, в земле Мекленбург-Передняя Померания.
Входит в состав района Пархим. Подчиняется управлению Эльденбург Любц. Население составляет 405 человек (на 31 декабря 2010 года). Занимает площадь 18,08 км².
Коммуна подразделяется на 4 сельских округа.